# Myristica kajewskii
Espèce
Statut de conservation UICN

 NT  : Quasi menacé
Myristica kajewskii subsp. kajewskii 
Statut de conservation UICN

 VU D2 : Vulnérable
 Myristica kajewskii subsp. robusta
Myristica kajewskii est une espèce de plantes du genre Myristica de la famille des Myristicaceae.

## Liste des sous-espèces
Selon Catalogue of Life (18 septembre 2020) :
- sous-espèce Myristica kajewskii subsp. kajewskii
- sous-espèce Myristica kajewskii subsp. robusta